# Ninurta

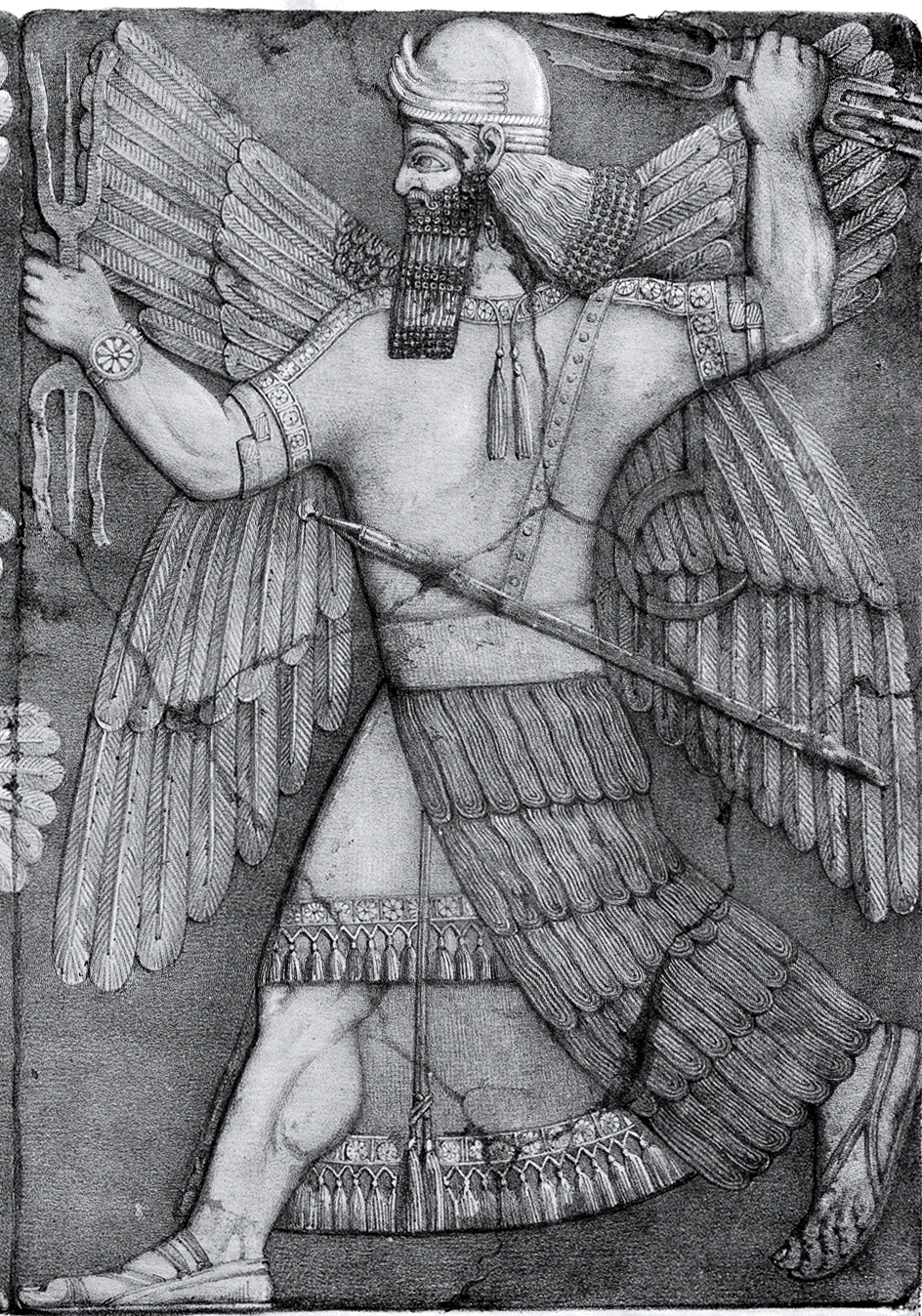

Ninurta je v sumersko-akkadské mytologii bůh války, plodnosti, ochránce hranic a bůh nerostných surovin.[zdroj?] Nerostné suroviny a válka spolu v Sumeru úzce souvisely, protože Sumerové neměli žádné nerostné suroviny a často kvůli nim byli nuceni vést války.
Tento bůh byl podle většiny badatelů totožný s bohem Ningirsuem; zprávy o něm jsou již z doby kolem roku 3000 př. n. l.[zdroj?]

## Rodinné poměry
- otec: Enlil
- matka: Ninlil
- bratři:
  - Nanna (Sín)
  - Ninazu
  - Enbilulu
- manželka: Ninibru, později Gula

## Ninurta v literatuře
- Staré rady oráče synovi (též rolnický kalendář, Ninurtova ponaučení) – jedná se o nejstarší známé dílo zabývající se čistě zemědělstvím, pochází z 18. stol př. n. l. obsahuje 109 veršů, které pojednávají o jednom zemědělském roce od orby po sklizeň.
- Ninurtova cesta do Eridu
- Lugale ud melambi nirgal – jedná se o soupis starých mýtů, které byly sloučeny do jednoho díla.
- Ninurta a želva